# Democrazia Liberale (Francia)
Democrazia Liberale (in francese Démocratie libérale, DL) è stato un partito politico francese attivo dal 1997 al 2002.
Il partito sosteneva posizioni basate sul conservatorismo liberale. Esso racchiudeva:
- la formazione erede del Partito Repubblicano;
- l'area, scissasi dall'Unione per la Democrazia Francese, favorevole ad un accordo con il Fronte Nazionale in occasione delle elezioni regionali del 1998.

Il partito, fondato da Alain Madelin, si presenta alle elezioni europee del 1999 in liste comuni con il Raggruppamento per la Repubblica. Ha partecipato anche alle elezioni presidenziali del 2002.